# Uglebjergene
Uglebjergene (polsk: Góry Sowie; tjekkisk: Soví hory; tysk: Eulengebirge) er en bjergkæde i Centralsudeterne i det sydvestlige Polen. Den omfatter et beskyttet område kaldet Uglebjergenes Landskabspark.

## Geografi
Uglebjergene dækker et område på omkring 200 km2 og strækker sig over 26 km mellem den historiske region Nedre Schlesien og Kłodzko Land. Bortset fra hovedryggen, kan der skelnes mellem underinddelingerne Garb Dzikowca og Wzgórza Wyrębińskie.
Området er afgrænset af dalen til floden Bystrzyca i nordvest, og danner en naturlig grænse med de tilstødende Waldenburgbjerge (Góry Wałbrzyskie ). I sydøst er grænsen markeret af Srebrna Góra- passet, der adskiller dem fra Bardzkie-bjergene (Góry Bardzkie). Mod nord går grænsen til Kotlina Distrabiekenstein og mod syd til Obniżenie Noworudzkie og Włodzickie Hills. Mod sydvest strækker den brede Kłodzko-dal sig til Taffelbjergene (Góry Stołowe), Stenbjergene (Góry Kamienne) og grænsen til Tjekkiet.
Set fra det schlesiske lavland i nordøst danner Uglebjergene en forholdsvis stejl kant af Centralsudeterne, selvom området er meget varieret med hensyn til højden. De højeste toppe er Wielka Sowa ("Store ugle", der er 1.014 m højt) og Kalenica (964 m) med deres udsigtstårne. Andre toppe når højder fra omkring 600 m til 980 moh.
Gnejsklipperne i Uglebjergene fra den prækambriske tid udgør den ældste del af Sudeterne, og er blandt de ældste i Europa. Andre aflejringer omfatter migmatitbjergarter, i mindre grad også amfibolit, serpentinit, granulit og pegmatit. Bortset fra toprydningerne og bjergpassene repræsenterer Uglebjergene den granbeklædte type bjerge. Der kan også observeres en sjælden naturlig forekomst af bøg og taks.

## Projekt Riese
Under Anden Verdenskrig blev et stort tunnelsystem bygget ind i bjergene nær landsbyen Wüstewaltersdorf (nuværende Walim) på foranledning af den nazistiske tyske regering. Den var formodentlig beregnet til at fungere som et hovedkvarter, der erstattede Ulveskansen i Østpreussen, og der er gange der knytter den til et andet tunnelkompleks under Książ Slot (Schloss Fürstenstein), omkring 30 km mod nordvest, bygget efter tegninger af Hermann Giesler. Dele af det udvidede kompleks er tilgængelige og kan besøges som en del af en guidet tur.

## Turisme
De maleriske Uglebjerge der ligger omkring 75 km syd for den regionale hovedstad Wrocław, et populært rejsemål for vandrere og dagsturister. For foden af området ligger velkendte turiststeder som: Rzeczka, Walim ved Wielka Sowa-massivet, Sokolec, Jugów, Sierpnica og Zagórze Śląskie.
Bjergene er dækket af et netværk af turiststier, inklusive den "røde rute", der fører gennem det meste af Europa. Andre destinationer omfatter: Stentårnet på Wielka Sowa og udsigtstårnet på Kalenica, Fort Srebrna Góra, Grodno Slot i Zagórze Śląskie, sidestollerne i Project Riese nær Walim og Minemuseet i Polen. Større byer ved foden af Uglebjergene omfatter Bielawa, Dzierżoniów, Głuszyca, Jedlina-Zdrój, Nowa Ruda, Pieszyce og Srebrna Góra.
 Der er for få eller ingen kildehenvisninger i denne artikel, hvilket er et problem. Du kan hjælpe ved at angive troværdige kilder til de påstande, som fremføres i artiklen.